# Naratettix disciguttus
Naratettix disciguttus är en insektsart som först beskrevs av Matsumura 1920.  Naratettix disciguttus ingår i släktet Naratettix och familjen dvärgstritar. Inga underarter finns listade i Catalogue of Life.